# Grise Fiord
Aujuittuq (Grise Fiord), maleno eskimsko selo na južnoj obali otoka Ellesmere u regiji Qikiqtaaluk (Baffin), Nunavut, Kanada. Jedno je od tri stalnonaseljena naselja na otoku a nalazi se 1,160 km sjeverno od arktičkog kruga 

## Stanovništvo
U naselju je 2006. živjelo 141 stanovnika, uglavnom Inuita koji su ovamo 1953. preseljeni iz Inukjuaka na poluotoku Ungava, uz obečanje da će se moći kasnije vratiti natrag. No ovo obećanje nije nikad ispunjeno. Danas se Eskimi tamo bave lovom na kitove beluge.

## Klima
Grise Fiord ima arktičku klimu, a to znači da ima manje od 250 mm godišnje padaline i da je čak 8 mjeseci prosječna temperatura ispod 0. Grise Fiord je jedan od najhladnijih gradova s prosječnom godišnjom od -16.5°C. Najhladnija zabilježena temperatura je -62.2°C, a najviša samo 22.3°C.  